# Ritterwerk

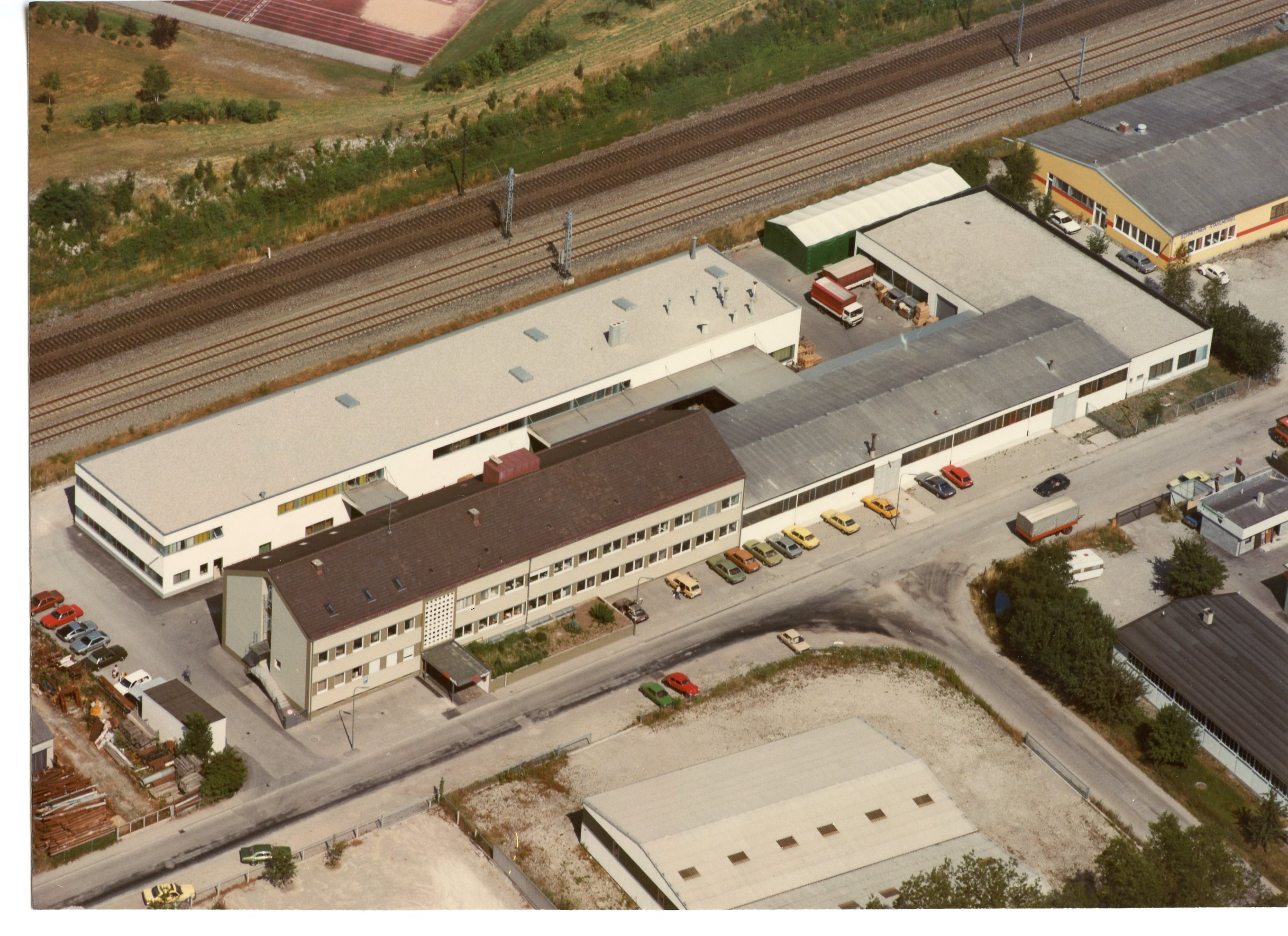
Luftaufnahme der ritterwerk GmbH

Die ritterwerk GmbH ist ein 1905 von Franz Ritter in Sendling, einem Stadtteil der bayerischen Landeshauptstadt München, gegründeter deutscher Hersteller von Haushaltskleingeräten. Produziert wird in Gröbenzell bei München.
Das Design der Produkte des Unternehmens, das fast 40 Jahre durch Karl Dittert entscheidend geprägt wurde, orientiert sich an den Gestaltungsprinzipien des Bauhauses und wurde dafür mit zahlreichen Designpreisen ausgezeichnet. Die Geräte der ritterwerk GmbH sind heute als Exponate in nationalen und internationalen Museen der Alltagskultur und Designmuseen zu finden.

## Geschichte

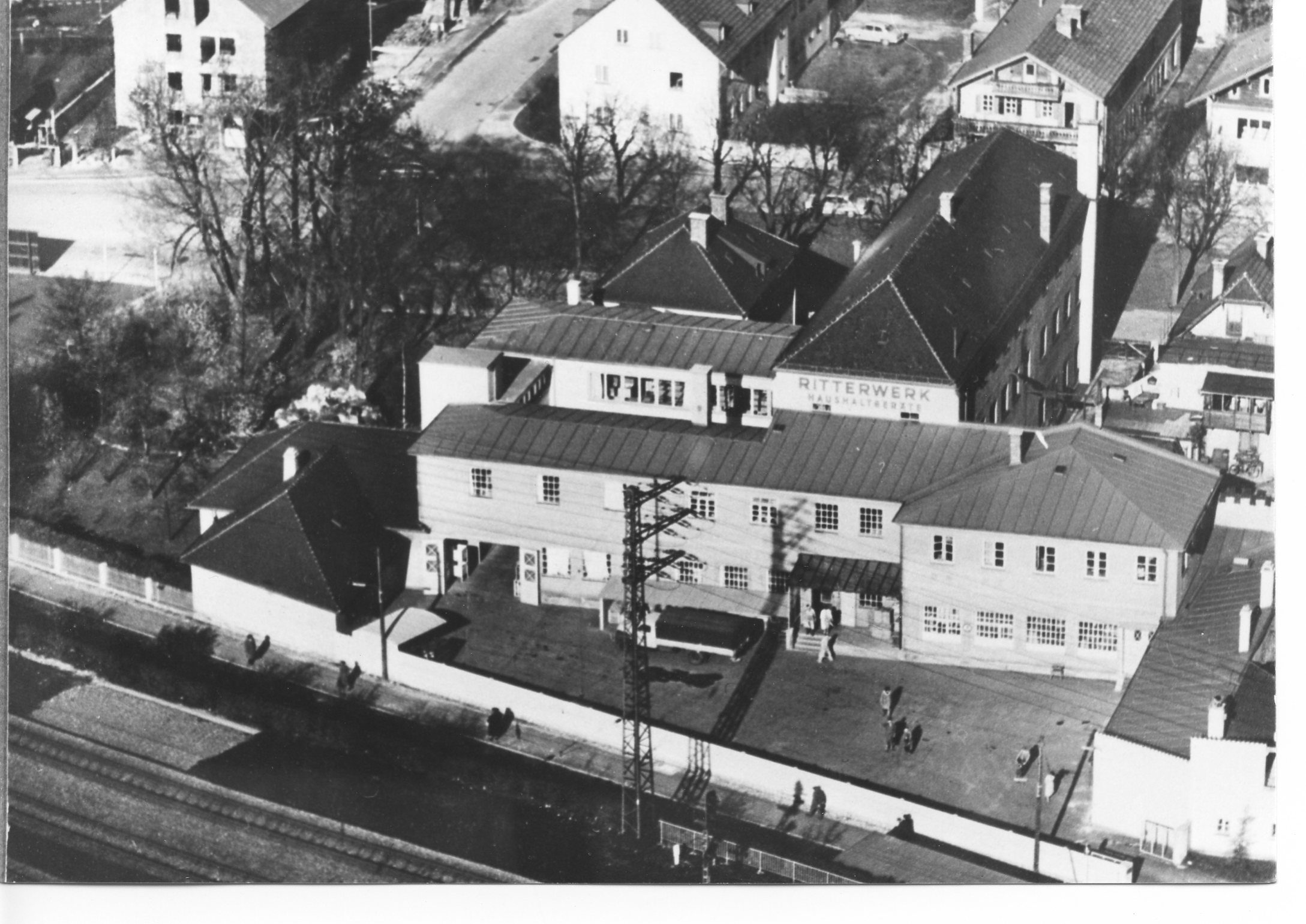
Ehemaliges Werk in Pasing, heute Pasinger Fabrik

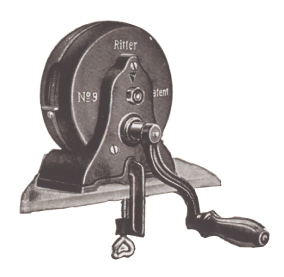
Messerputzmaschine Nr. 9

Das Unternehmen wurde 1905 unter der Firma F. Ritter & Sohn in Sendling gegründet. In den Anfangsjahren wurde vom Gründer Franz Ritter mit seinem Sohn eine Messerputzmaschine entwickelt. Besonderheit dieser Maschine war, dass anstatt des üblicherweise verwendeten Leders, welches von den Messern häufig zerschnitten wurde, Bürsten verwendet wurden. Die Bürsten-Messerputz-Maschine ließ sich das Unternehmen patentieren.

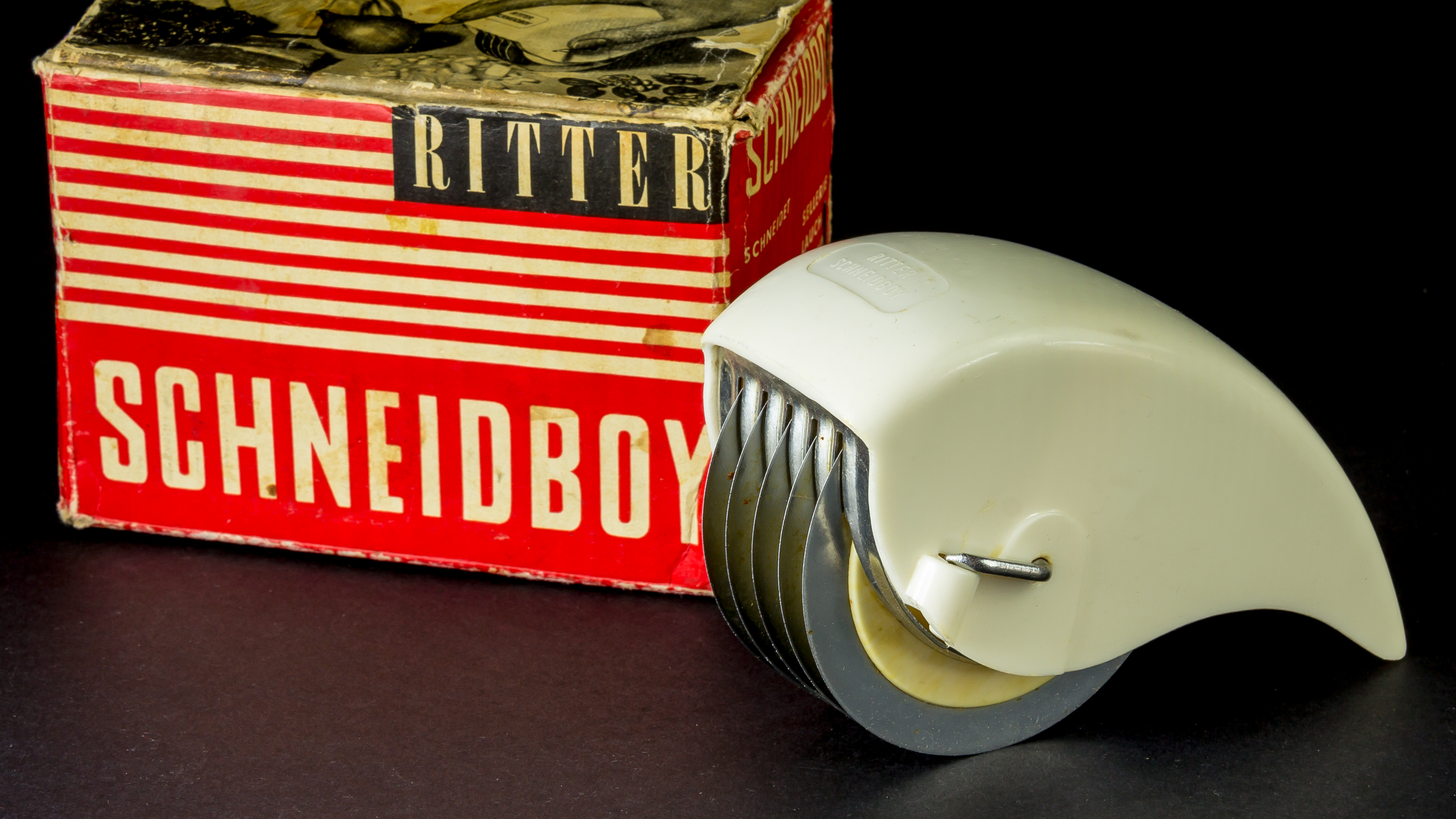
Schneidboy, Originalverpackung

Aufgrund des Wachstums des Unternehmens zog es 1912 nach Pasing um. Der Betrieb wuchs von 25 Beschäftigten im Jahr 1914 bis zum Ende der 1920er Jahre auf 130 Beschäftigte an. Im Ersten Weltkrieg wurde das Unternehmen gezwungen, die Produktion ab 1915 auf die Erzeugung von Granathülsen umzustellen. Nach dem Krieg wurde die Produktion wieder aufgenommen und man verkaufte Anfang der 1920er Jahre über 100.000 Stück der Bürsten-Messerputz-Maschine.
Infolge der Auswirkungen der Weltwirtschaftskrise 1928/29 sank die Zahl der Beschäftigten auf nur noch sechs Mitarbeiter. Aufgrund des Aufkommens des rostfreien Edelstahls verlor auch die Bürsten-Messerputz-Maschine zunehmend an Bedeutung. Als Alternative wurden von Franz Ritter weitere Geräte entwickelt. Die erste, noch mit einer Handkurbel betriebene Brotschneidemaschine B50 wurde 1932 auf den Markt gebracht. In der Folge wurden weitere Patente angemeldet und genehmigt. Der Gründer Franz Ritter starb 1938. Seine Tochter und deren Ehemann Hans Koch führten das Unternehmen weiter. Im Zweiten Weltkrieg mussten im Werk Gasmaskenbehälter hergestellt werden.
Nach dem Krieg wurde die Produktion wieder aufgenommen. Der 1949 entwickelte Schneidboy wurde 1953 als Wortmarke angemeldet und 1955 mit dem If product design award ausgezeichnet; dieser Artikel verkaufte sich weltweit über 10 Millionen Mal. 1968 stellte das Unternehmen die erste elektrische und die erste einbaubare Schneidemaschine vor, die noch im selben Jahr in Produktion gingen. Der Schwiegersohn des Gründers Hans Koch ging 1969 in den Ruhestand. Infolge der Umstrukturierung wurde das Unternehmen an die Besitzer des Elektrogeräteherstellers Braun verkauft; nur ein Jahr später erfolgte die Umbenennung in ritterwerk GmbH.
Das Unternehmensgebäude in Pasing wurde 1982 zu klein, weshalb man sich zu einem Umzug entschloss. Das Unternehmen zog mit seinen etwa 150 Mitarbeitern nach Gröbenzell bei München um. In den ehemaligen Werkshallen des Unternehmens befindet sich heute das Kultur- und Bürgerzentrum Pasinger Fabrik.

Das Unternehmen beteiligt sich mit seinen Produkten regelmäßig an internationalen Produkt- und Designmessen, wie u. a. an der Interior Lifestyle und der Konsumgütermesse ambiente.

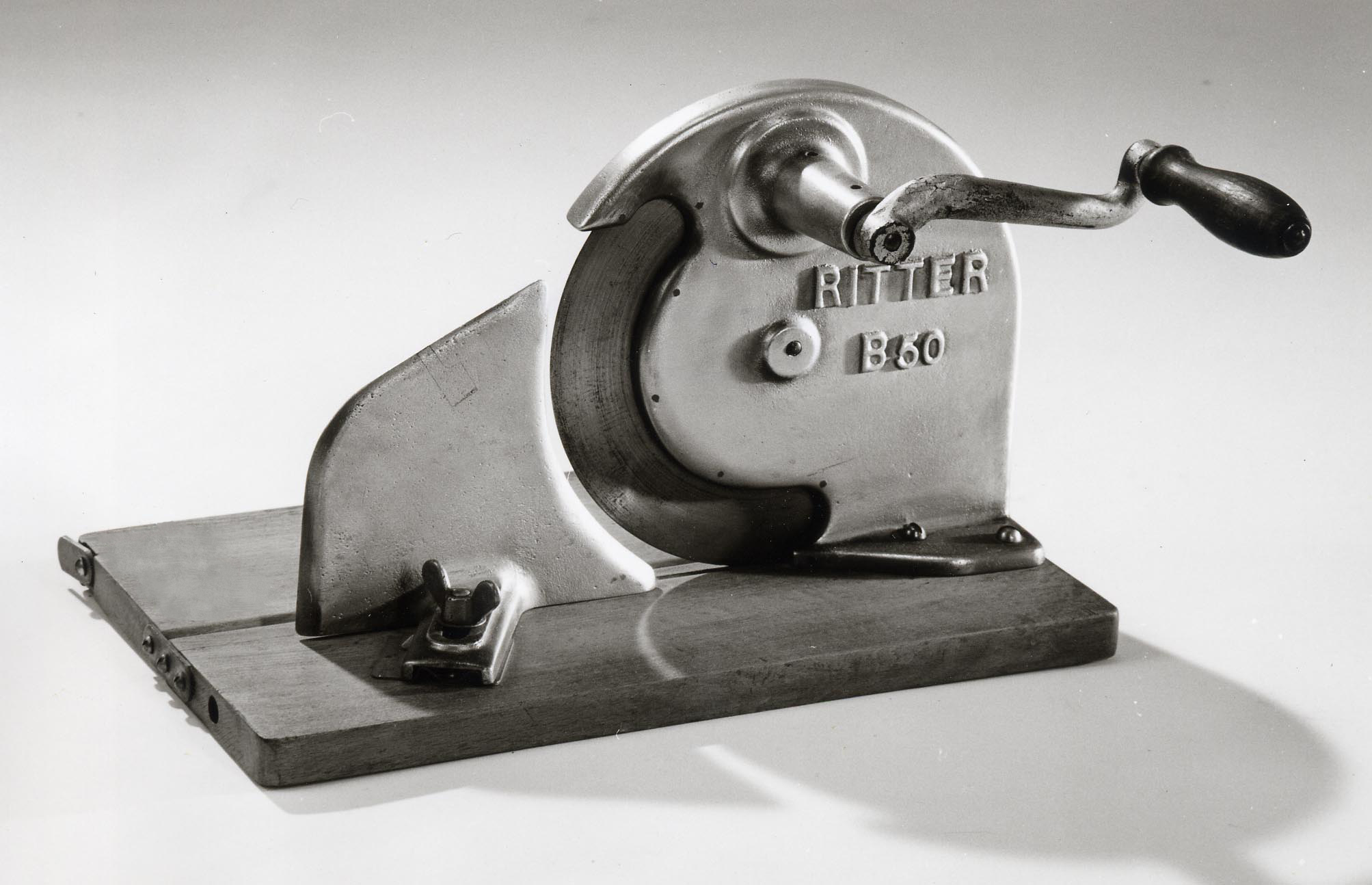
Allesschneider B 50

Die Produkte finden sich in den verschiedenen nationalen und internationalen Designmuseen und Museen der Alltagskultur, wie im Red Dot Design Museum in Essen und Singapur, im Deutschen Historischen Museum, dem Grassi Museum für Angewandte Kunst und dem Museum für Angewandte Kunst in Köln.
Im Oktober 2020 übernahm der seit 2005 bereits als Geschäftsführer im Unternehmen tätige Michael Schüller zusammen mit seinen Söhnen das Unternehmen, nachdem sich der bisherige Gesellschafter Werner Braun aus Altersgründen zurückgezogen hatte.

## Geräte

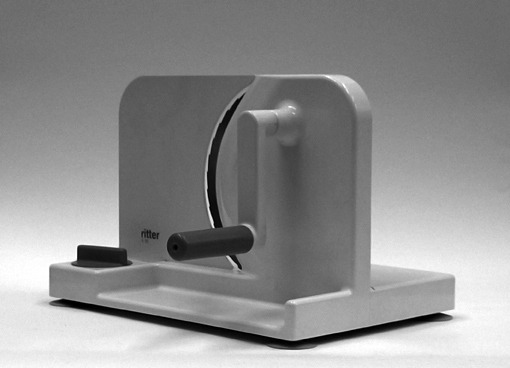
Alleschneider A5

Das Sortiment in den 1930 bis 1950er Jahren war geprägt von kurbelbetriebenen Brotschneidemaschinen, die seit den Anfang der 1930er Jahre mit großem Erfolg hergestellt wurden, ergänzt durch zahlreiche Kleingeräte, wie zum Beispiel eine Erdbeerzange, einen Rettichschneider, eine Würfelschneidmaschine für Brot und Gemüse, einen Schneid- und Fleischboy oder eine Zitronenschnitzelpresse. Die ritterwerk GmbH entwickelt und fertigt seit 1968 Elektrokleingeräte, welche aufgrund ihrer platzsparenden Bauweise auch in Küchenschubladen eingebaut werden können. Des Weiteren wurden Standgeräte sowie der ritter-Sparschäler produziert, der auch international – besonders auf dem japanischen Markt – verbreitet ist und von dem über 100.000 Stück pro Jahr abgesetzt werden konnten.

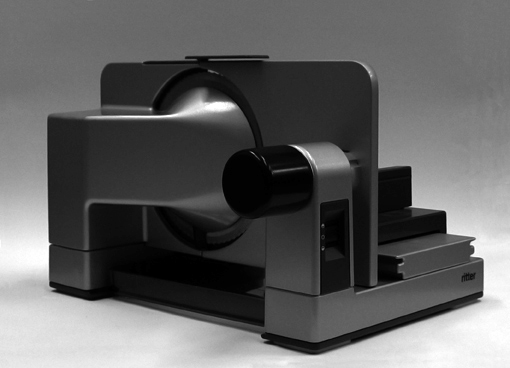
Allesschneider E30

In der Produktpalette erhielten Einbau-Allesschneider und Aufschnittmaschinen eine zunehmende Bedeutung. Der Produktdesigner Karl Dittert gestaltete für das Unternehmen mehrere Geräte. Diese orientierten sich von ihrem Stil und der Funktionalität her am Bauhaus-Design der 1920er Jahre und gewannen von 1967 bis 2005 mehrere Designpreise. Die Geräte der des Herstellers werden ausschließlich in Deutschland entwickelt und gefertigt. Dies stellt heute im Bereich der Hausgeräte ein Alleinstellungsmerkmal dar.
Seit 2010 ist der Industriedesigner Martin Dettinger für das Design und die Produktentwicklung zuständig. Gegenwärtig stellt das Unternehmen neben Küchenkleingeräten im Bauhaus-Design, wie Allesschneider, Toaster, Wasserkocher, Kaffeemaschinen und Stabmixer, auch komplette Einbausysteme mit Küchengeräten her.

## Auszeichnungen (Auswahl)
- 1955: iF Product Design Award (Schneidboy)[15]
- 1955: iF Product Design Award (Allesschneider B 70)[16]
- 1973/1974/1975: Preis des Design Center Stuttgart
- 1979: Bundespreis „Gute Form“ (Einbau-Allesschneider E 22 vario)
- 1982: Preis des Design Center Stuttgart „Deutsche Auswahl 1982“ (Superschneider E 30 vario electronic)
- 1985: Preis des Design Zentrum Nordrhein-Westfalen (Allesschneider E 25)
- 1986: Preis des Design Center Stuttgart „Deutsche Auswahl 1986“ (Elektro-Allesschneider E 23 metall)
- 1987: Preis des Hauses Industrieform Essen „Design-Innovationen ’87“ (Allesschneider E 23 metall)
- 2001: interzum award (AES 62)
- 2002: Internationaler Designpreis Baden-Württemberg (E 21 Freischneider Diagonal)
- 2005: TOP 100
- 2008: Red Dot Design Award (Allesschneider contura 3)
- 2011: iF Product Design Award (Toaster volcano 5)[17]
- 2011: IHK-Ausbildungspreis Dachau-Fürstenfeldbruck 2011
- 2013: Red Dot Design Award (Wasserkocher fontana 5)
- 2014: Blauer Engel (Toaster volcano / Einbau-Toaster, Wasserkocher fontana 5)
- 2015: iF Design Award (Wasserkocher fontana 5)
- 2015: iF Design Award (Allesschneider icaro7)[18]
- 2015: Red Dot Award: Product Design (Allesschneider sono 5)
- 2016: Blauer Engel (Kaffeemaschine cafena 5)

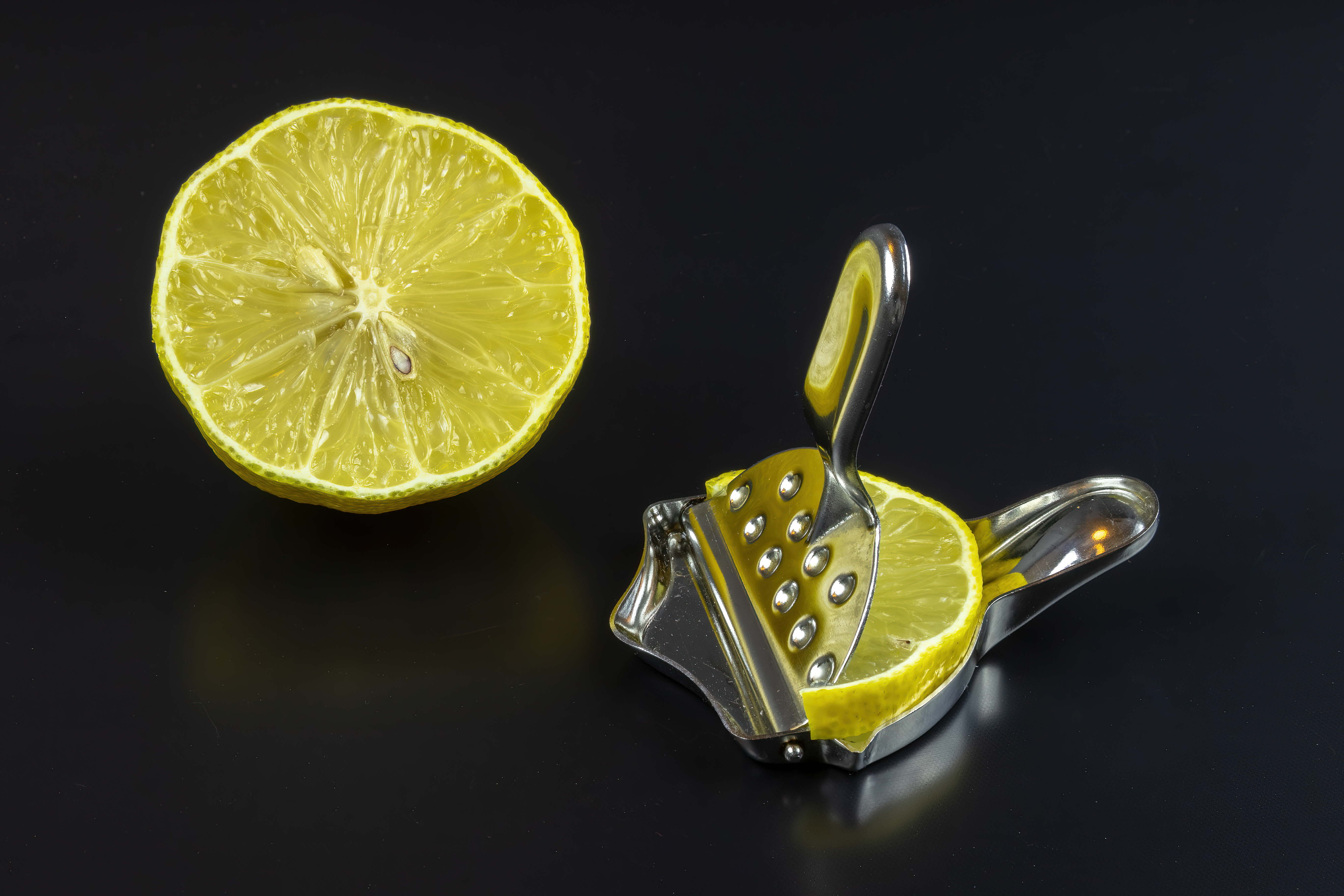
Ritter-Zitronenschnitzelpresse